# カバッセ
カバッセ (Cabasse) は、フランスのオーディオメーカーで、1950年にジョルジュ・カバッセによって設立された。 主な製品はホームスピーカー、スタジオ録音などで使われるプロフェッショナル・オーディオ用スピーカーやパワーアンプ等である。

## 歴史
- 1950年 : 会社設立。
- 1952年 : パリの映画館、ルグランラルジュ-レックスのシネマ・スコープに初の双方向同軸スピーカーを納入。
- 1958年 : 初のバルブアンプ・アクティブ・スピーカーシステム登場。
- 1965年 : フランス海軍に水中スピーカーを納入。
- 1974年 : ドーム・トゥイーターとミッドレンジ、サーボ制御アクティブHi-Fiやモニタースピーカーがラジオフランスで使われる。
- 1983年 : ハニカム・ドーム振動板Hi-Fi登場。
- 1984年 : カーボ・高効率ユニット・4ウェイクラスターがパリ・ラ・ヴィレット公園のオムニマックスに登場。
- 1985年 : Duocell振動板をベースにしたRohacellffフォーム開発。
- 1992年 : SCS (Spatially Coherent System) を原則としたアトランティスを発売（4チャンネル、5スピーカー、2ウーファーと3つ同軸スピーカーで構成されたTC21というシステム。200 Hz - 20 kHz対応）。
- 1998年 : フランス海軍航空空母シャルルドゴールに117dBのホーンシステム搭載。
- 2002年 : 80 Hz - 20 kHzに対応するTC22 3ウェイ同軸ユニット登場。
- 2003年 : ルノー車にオーディオ・システムを納入。
- 2006年 : La Sphere、4ウェイ同軸ユニットを立ち上げ。
- 2006年 : キヤノン欧州により買収（社長 オオツボ・カズヒロ）。
- 2014年 : Awoxがキヤノン欧州より買収。

## 主な製品と技術
カバッセはフランスで最も古いスピーカーメーカーの1つで、高品質で、フランス国内のみならず40以上の国々で高い評価を得ており、業務用としてもフランス国内の映画館やレコーディングスタジオ、ラジオ局等の施設にカバッセ製品が導入されている。